# Těšany
Těšany – gmina w Czechach, w powiecie Brno, w kraju południowomorawskim. Według danych z dnia 1 stycznia 2014 liczyła 1227 mieszkańców.
Pierwsza wzmianka o miejscowości pochodzi z 1131 r., choć znaleziska archeologiczne świadczą, że osadnictwo na tym terenie miało miejsce już w czasach starożytnych. Od 1666 r. wieś była własnością dominikanów z klasztoru w Brnie. Pod koniec XVII w. wznieśli oni w Těšanach wczesnobarokowy letni pałac na planie prostokąta. Miejscowość odebrano kościołowi po kasacie zakonu w 1784 r.
W latach 1897–1906 wzniesiono kościół św. Barnaby.
W latach 1946–1947, rękami więźniów politycznych, zbudowano w najwyższym punkcie wsi katolicką kaplicę Matki Boskiej, w podziękowaniu za powrót mieszkańców miejscowości, wywiezionych podczas wojny do obozów koncentracyjnych.

## Demografia
| 1869 | 1880  | 1890  | 1900  | 1910  | 1921  | 1930  | 1950  | 1961  | 1970  | 1980  | 1991  | 2001  | 2011  |
| ---- | ----- | ----- | ----- | ----- | ----- | ----- | ----- | ----- | ----- | ----- | ----- | ----- | ----- |
| 975  | 1 020 | 1 123 | 1 114 | 1 139 | 1 284 | 1 302 | 1 183 | 1 272 | 1 173 | 1 179 | 1 148 | 1 130 | 1 231 |